# Asama Onsen, Matsumoto International Skating Rink
De Asama Onsen, Matsumoto International Skating Rink (浅間温泉国際スケートセンタ) is een voormalige ijsbaan in Asama Onsen in Matsumoto in de prefectuur Nagano in het midden van Japan. De openlucht-kunstijsbaan is geopend in 1969 en gesloten in 2011. De ijsbaan lag op 1.042 meter boven zeeniveau.

## Externe links

Beelden ijsbaan

## Grote wedstrijden
Wereldbekerwedstrijden
- 1990/1991 - Wereldbeker 3 sprint

Nationale kampioenschappen
- 1972 - JK allround
- 1985 - JK allround
- 1988 - JK allround